# Suck.com
Pour les articles homonymes, voir suck.
Suck.com (1995-2001) est un ancien site web anglophone précurseur offrant des chroniques quotidiennes aux sujets divers. Il a été l'un des premiers à vendre des espaces publicitaires.

## Historique
Suck.com a été fondé en 1995 par Joey Anuff et Carl Steadman. Terry Colon en était alors l'illustrateur. 
Après avoir été racheté par Lycos, le site a mis fin à ses activités en 2001.